# Hassan Golestaneh
 (août 2023).
La mise en forme du texte ne suit pas les recommandations de Wikipédia : il faut le « wikifier ».
Les points d'amélioration suivants sont les cas les plus fréquents :
- Les titres sont pré-formatés par le logiciel. Ils ne sont ni en capitales, ni en gras.
- Le texte ne doit pas être écrit en capitales (les noms de famille non plus), ni en gras, ni en italique, ni en « petit »…
- Le gras n'est utilisé que pour surligner le titre de l'article dans l'introduction, une seule fois.
- L'italique est rarement utilisé : mots en langue étrangère, titres d'œuvres, noms de bateaux, etc.
- Les citations ne sont pas en italique mais en corps de texte normal. Elles sont entourées par des guillemets français : « et ».
- Les listes à puces sont à éviter, des paragraphes rédigés étant largement préférés. Les tableaux sont à réserver à la présentation de données structurées (résultats, etc.).
- Les appels de note de bas de page (petits chiffres en exposant, introduits par l'outil «  Source ») sont à placer entre la fin de phrase et le point final[comme ça].
- Les liens internes (vers d'autres articles de Wikipédia) sont à choisir avec parcimonie. Créez des liens vers des articles approfondissant le sujet. Les termes génériques sans rapport avec le sujet sont à éviter, ainsi que les répétitions de liens vers un même terme.
- Les liens externes sont à placer uniquement dans une section « Liens externes », à la fin de l'article. Ces liens sont à choisir avec parcimonie suivant les règles définies. Si un lien sert de source à l'article, son insertion dans le texte est à faire par les notes de bas de page.
- La présentation des références doit suivre les conventions bibliographiques. Il est recommandé d'utiliser les modèles {{Ouvrage}}, {{Chapitre}}, {{Article}}, {{Lien web}} et/ou {{Bibliographie}}. Le mode d'édition visuel peut mettre en forme automatiquement les références.
- Insérer une infobox (cadre d'informations à droite) n'est pas obligatoire pour parachever la mise en page.

Pour une aide détaillée, merci de consulter Aide:Wikification.
Si vous pensez que ces points ont été résolus, vous pouvez retirer ce bandeau et améliorer la mise en forme d'un autre article.
Hassan Golestaneh (en persan : حسن گلستانه) est un champion du monde et entraîneur de culturisme et le premier médaillé mondial dans le domaine du fitness d'Iran. Il est considéré comme le fondateur du fitness et de la musculation en Iran. 

## Première vie et carrière amateur
Golestaneh est né à Téhéran, en Iran, en 1983[réf. nécessaire]. Il est le fils d'Enayatollah Golestaneh.
Il s'est intéressé au football à l'âge de dix ans. Il a été formé professionnellement par Mohammad Panjali et Nasser Hejazi. Il a commencé la musculation à l'âge de quatorze ans. À dix-neuf ans, il a pris sa retraite du football après un accident qui lui a blessé la cheville. Il a pratiqué le ju-jitsu pendant sept ans et a remporté plusieurs médailles,.

## Carrière
De 2009 à 2015, Golestaneh a entraîné l'équipe iranienne et l'a emmenée à des compétitions de fitness dans plusieurs pays. En conséquence, il a reçu le prix du meilleur entraîneur 2015.[réf. nécessaire]
En 2016, il a décidé de se lancer professionnellement dans le fitness à cause de son physique. Il a participé à des compétitions de conditionnement physique, devenant finaliste mondial et premier médaillé iranien de conditionnement physique,. Après ce succès, les journaux iraniens l'ont qualifié de créateur d'histoire du fitness iranien.
Après une interdiction de voyager qui a refusé l'entrée des Iraniens aux États-Unis, Golestaneh a été le premier athlète iranien à y concourir et l'un des dix meilleurs modèles Arnold Classic en 2017,,,. Toujours en 2017, il a remporté une médaille d'or aux Championnats du monde de fitness aux États-Unis.
Golestaneh est devenu un arbitre de championnat de fitness et de musculation, le premier en Iran. Il a obtenu le rang d'arbitre professionnel international du Comité mondial des arbitres pour les Championnats du monde des Émirats arabes unis.
Il a été sélectionné comme M. Fitness Iran.

## Associations professionnelles
- Représentant officiel et exclusif de la Fédération Internationale de Fitness en Iran et en Arménie[13] ;
- Président de l'Association de fitness de la Fédération des sourds d'Iran[12] ;
- Président du comité de conditionnement physique Shemiranat et Lavasanat d'Iran[14] ;
- Secrétaire du groupe de travail sur les sports de l'Association des entrepreneurs iraniens ;
- Conseiller principal à la Maison des athlètes (Président de la république islamique d'Iran) ;
- Membre officiel de l'European Fitness Association ;
- Président du comité de formation croisée Shemiranat.

Dans une interview accordée au journal iranien Yektapress, Golestaneh a évoqué les restrictions imposées aux femmes iraniennes par la république islamique, notant que le sport du fitness n'impose aucune restriction aux femmes iraniennes,.
Golestaneh a prononcé un discours devant le Conseil islamique auquel ont assisté des membres du parlement iranien, le chef de la commission de la condition physique du parlement et Afshin Moulai, président de la Fédération iranienne des sports publics.